# Skull
Skull to czwarty album studyjny brytyjskiej thrash metalowej grupy Evile. Został wydany 27 maja 2013 roku z ramienia wytwórni Earache Records.

## Produkcja
31 stycznia 2013 roku gitarzysta prowadzący Evile, Ol Drake, ogłosił, że zespół zamierza wejść do studia Parlour Studios wraz z Russem Russellem, by zarejestrować swój czwarty album studyjny. Grupa skończyła nagrywanie 1 marca. 25 marca zespół ogłosił, iż album zostanie wydany 27 maja.

## Lista utworów
| Nr | Tytuł utworu          | Długość |
| -- | --------------------- | ------- |
| 1. | „Underworld”          |         |
| 2. | „Skull”               |         |
| 3. | „The Naked Sun”       |         |
| 4. | „Head Of The Demon”   |         |
| 5. | „Tomb”                |         |
| 6. | „Words Of The Dead”   |         |
| 7. | „Outsider”            |         |
| 8. | „What You Become”     |         |
| 9. | „New Truths Old Lies” |         |

| Utwór bonusowy iTunes | Utwór bonusowy iTunes | Utwór bonusowy iTunes |
| Nr                    | Tytuł utworu          | Długość               |
| --------------------- | --------------------- | --------------------- |
| 1.                    | „A Sinister Call”     |                       |

## Twórcy
| Zespół Evile w składzie - Matt Drake – wokal prowadzący, gitara rytmiczna - Ol Drake – gitara prowadząca - Joel Graham – gitara basowa - Ben Carter – perkusja | Inni - Russ Russell – produkcja muzyczna - Eliran Kantor – projekt okładki |